# Фрязино (дворец спорта)
Дворе́ц спо́́рта «Фря́зино» — универсальный физкультурно-спортивный комплекс в городе Фрязино Московской области. Открыт 7 марта 2007 года.
Дворец спорта включает в себя:
- универсальный спортивный зал размером 42 на 24 метра с трибунами на 750 зрительских мест;
- плавательный бассейн на 6 дорожек размером 25 на 13 метров глубиной 1,2-1,8 метра;
- зал для спортивных единоборств размером 15,1 на 18,1 метров;
- зал для фитнеса;
- тренажёрный зал.

Во дворце спорта «Фрязино» работают спортивные клубы и секции для детей и взрослых, проводятся любительские и профессиональные соревнования в чемпионатах России по волейболу, флорболу, мини-футболу. Также в 2011 году на арене прошел чемпионат НФР «Кубок президента 2011».
Спортивный комплекс служит базой для футзального клуба «Динамо».